# ラジオ純情小町☆
『ラジオ純情小町☆』（ラジオじゅんじょうこまち）は、FMヨコハマで2017年4月から9月27日まで放送されていた川崎純情小町☆の冠ラジオ番組である。

## パーソナリティ
- 川崎純情小町☆

## 放送時間
- 毎週水曜日 26時30分-27時00分

## 概要
地域の旬な話題やイベントを取り上げ、川崎のご当地アイドル「川崎純情小町☆」がお届けするバラエティ番組。またラジオを通じてアイドル文化を全世界に発信するべく、日本全国のアイドルをゲストに迎え、ゲストとのトークや現地リポートなどを交えてアイドル情報も発信している。